# Фан-Арк, Карл Карлович
Карл Карлович Фан-Арк (или фан Арк; нидерл. Karel van Ark; 28 августа (9 сентября) 1839, Санкт-Петербург — 11 (24) августа 1902, Санкт-Петербург) — российский пианист, музыкальный педагог голландского происхождения. Сын органиста голландской церкви в Санкт-Петербурге.

## Биография
Учился у Теодора Лешетицкого (фортепиано) и Н. И. Зарембы (композиция). С основания Санкт-Петербургской консерватории (1862) преподавал в ней фортепиано как ассистент Лешетицкого, а с 1873 как профессор. Автор фортепианных пьес. Составитель сборников педагогического репертуара и учебника «Школа фортепианной техники» (СПб, 1875). Среди учеников Фан-Арка — Сергей Борткевич, Павел Веймарн, Артур Лемба, Евгений Рапгоф, Николай Черепнин и другие. У него недолго занималась Анна Есипова.
Похоронен на Волковском лютеранском кладбище.